# Toragoró Ariga
Toragoró Ariga (有賀 乕五郎, Ariga Toragorō?), 1890 – 12. května 1993) byl japonský fotograf aktivní ve 20. století. V roce 1955 vyhrál cenu Fotografické japonské společnosti. Fotografické řemeslo studoval u fotografa Nicoly Perscheida.
Jeho fotografie jsou ve sbírce Tokijského muzea fotografie.